# مادربزرگ موسی
مادربزرگ موسی (Grandma Moses مادربزرگ موزس)، با نام اصلی آنا ماری ربرتسون موزس (به انگلیسی: Anna Mary Robertson Mose)، نقاش خودآموخته آمریکایی بود که نقاشی‌هایش از زندگی روستایی محل زندگی‌اش در اطراف نیویورکِ دهه‌های ابتدایی ۱۹۰۰میلادی، مشهور است.

## میراث

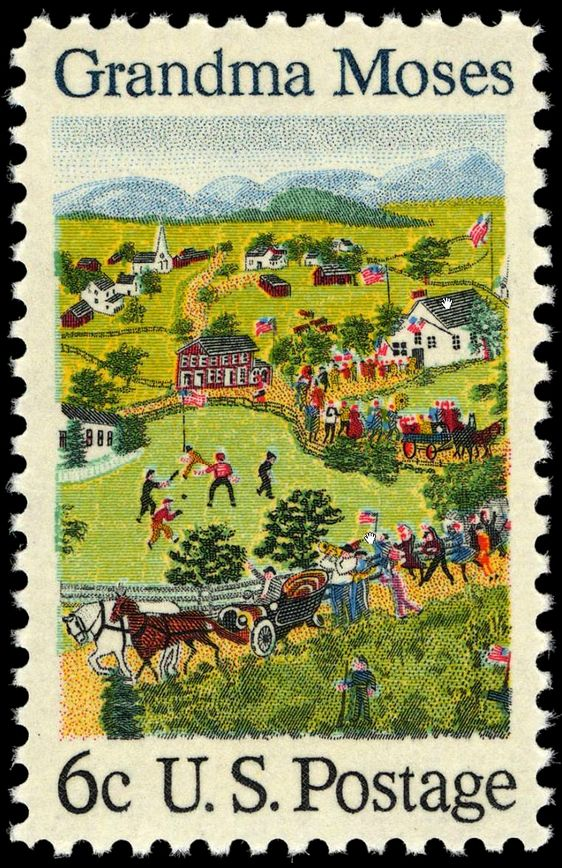
تمبر یادبود مادربزرگ موسی، ایالات متحده، ۱۹۶۹